# Blot (nutid)

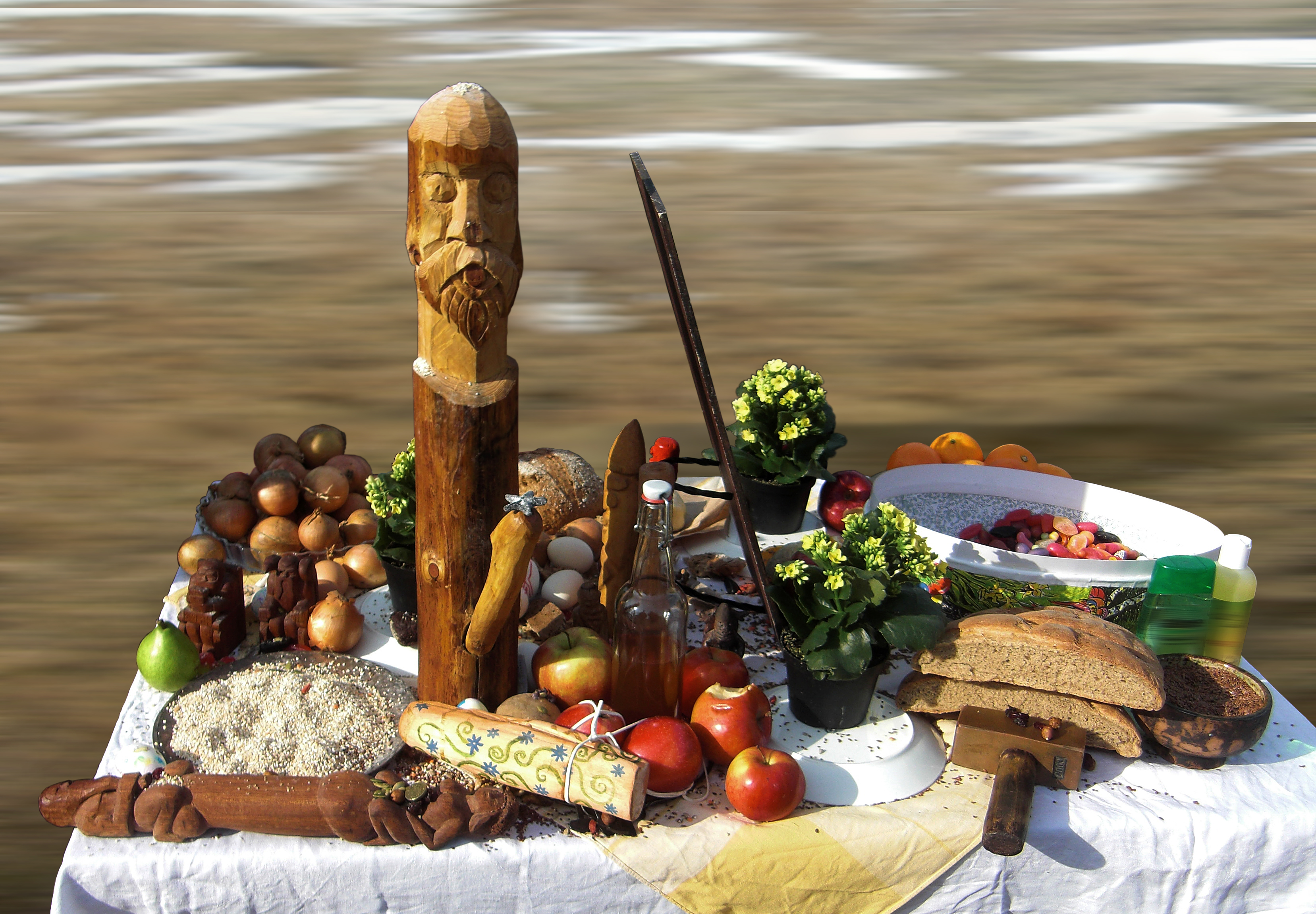
Offergåvor vid Sveriges Asatrosamfunds elfte vårblot i Gamla Uppsala 2010.

Blot är för de flesta asatroende och anhängare av nordisk hedendom ett sätt att uttrycka samhörighet med Gudarna och förfäderna. Detta görs genom att skänka dem gåvor, till exempel i form av mat eller dryck eller andra symboliska offer. 
Blot är ett sätt att ära makter och gudar, ett sätt att närma sig och komma i kontakt med gudamakterna. Genom att ge tillbaka något av det människan får sig till skänks, visar hon sin ödmjukhet inför de krafter som skänker oss god äring och frid i livet. Ibland handlar blotet också om att be någon särskild makt om styrka, hjälp eller råd. 
Blotet består dels av en blotceremoni, dels av ett blotgille (ibland sammanfaller de). Deltagarna samlas vid en blotplats (ett vi eller en harg) och genomför blotet gemensamt. Oftast är blotplatsen naturnära placerad under bar himmel. Ibland finns uppställda gudastöttor (träfigurer eller liknande som representerar olika gudar). En gode eller gydja leder ofta blotet. Oftast står deltagarna i en ring eller halvcirkel. I blotceremonin kan flera olika delar ingå; inkallning/inbjudan av makter, gudar och rådare, tvagning, skålande och gemensamt drickande, gemensamt eller privat blotande av mat eller dryck. Blotgåvorna ställs vid viet eller läggs i en eld. 
Blotgillet är en festmåltid där blotdeltagarna äter och dricker gott och även delar med sig av mat och dryck till gudar och rådare.
Under påskhelgen 2000 hölls det första blotet i Gamla Uppsala på mycket länge av dåvarande Sveriges asatrosamfund (sedermera Samfundet Forn Sed Sverige). Uppsalablotet är sedan dess en årlig tradition.

## Disablot

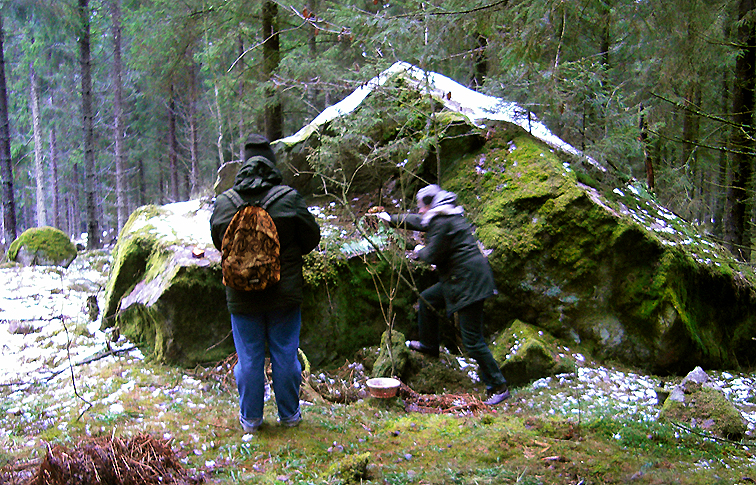
Nutida disablot vid ett flyttblock i Västergötland.

Traditionellt sett finns inga andra belägg för att Disablotet någonsin firats vid någon annan tidpunkt än kring Distinget och Disa-dagen i början av februari. Bruken varierar, men blotet riktar sig gärna till kvinnliga makter som diser, gudinnor, fylgjor och anmödrar. Disablot skall dock inte förväxlas med det så kallade Vanadis-blotet senare under våren, vilket hyllar Freja och vanerna.

## Vårblot
Sedan år 2000 håller olika samfund varje år ett stort vårblot vid Uppsala högar under påskhelgen. Denna tradition initierades av dåvarande Sveriges Asatrosamfund.  

## Midsommarblot
Midsommarblot är ett blot inom nordisk nyhedendom, vilket firas vid sommarsolståndet i juni och högtidlighåller att solen nått sin högsta punkt och att naturen är som ymnigast. Eftersom midsommar är en högtid som är starkt präglad av folktro och omgiven av såväl äldre som nyare traditioner, så utformas högtiden ofta efter lokal tradition. Sill, sommarens första färskpotatis, öl och nubbe är ett måste för många till midsommargillet. Blotet ägnas i huvudsak åt Frej och Freja och deras kroppsliga och andliga förening. Även ljusalverna hyllas och Sunna.

## Alvablot
Inom modern asatro och annan nutida nordisk religion firas alvablotet på senhösten, ofta i början av november vid Allhelgonahelgen. Givetvis är det närmast omöjligt att veta hur mycket det nutida alvablotet påminner om det alvablot skalden Sigvat Tordsson nämner i sin dikt Austrfararvisur. Det nutida alvablotet har sitt fokus på döden och på växtlighetens bortdöende inför vintern. Vanligen högtidlighålls minnet av förfäder, anmödrar, döda släktingar och vänner. De makter som brukar bjudas in till blotet är nornorna Urd, Verdandi och Skuld då dessa styr människors öden och livslängd. Även Oden och Freja kan bjudas in, då dessa har samröre med dödens krafter. En del bjuder även in dödsgudinnan Hel.

## Midvinterblot

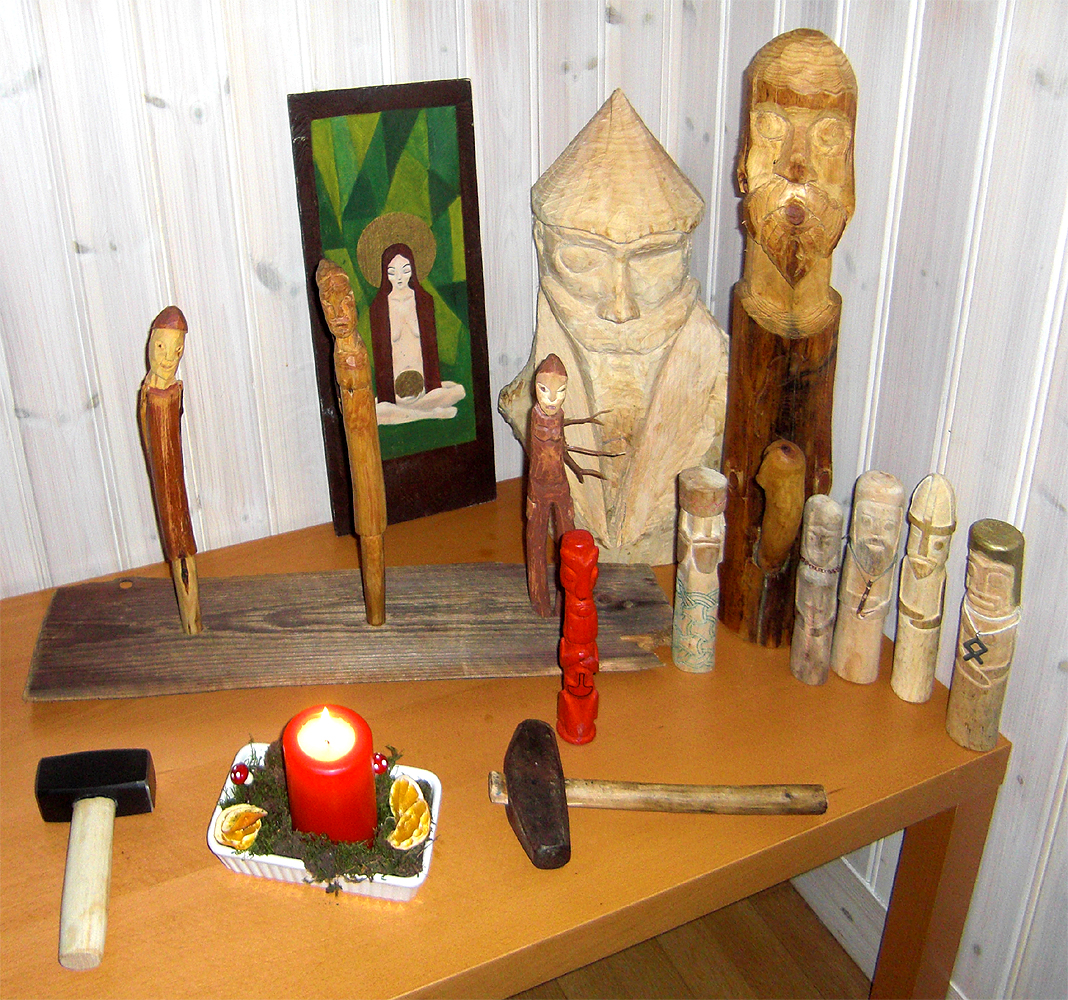
Gudabilder under gillet vid ett modernt julblot i Sverige.

### Sverige
Inom den svenska varianten av modern asatro och forn sed sammankopplas ofta begreppet midvinterblot med julfirandet, och kallas då julblot. Blotceremonin följt av julfestligheter utförs då vid vintersolståndet, alltså några dagar före julafton. I Sverige utförs modern blotceremoni utan blodsoffer, men som en nyandlig ceremoni med inslag av sejd och galder (sång). Fokus ligger ofta på solens återkomst, önskan om god årsväxt, men även på vinterns och julens makter, som Ull och Jolner. Det efterföljande gillet har ofta traditionellt julbord. 
Ibland använder rörelsen det fornengelska begreppet yule ("jul") för att markera att det är frågan om förkristet julfirande.

### Island
Þorrablót (av Torre, som var januari i den isländska kalendern, och blot) är en modern vanligt förekommande isländsk sed som startades av studenter senast 1873, och som firas enligt den gamla kalendern i januari. Þorrablót kan ha karaktär av en privat middag eller av större arrangemang med scenframträdande följt av dans.

## Galleri

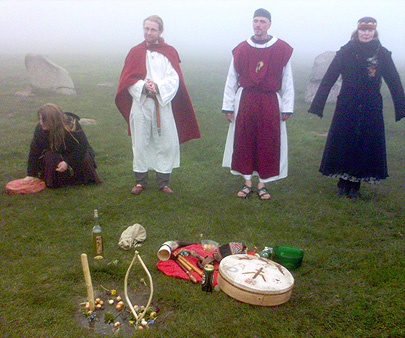
Vårblot i fornlämningen Ales stenar i Skåne vid Sveriges Asatrosamfunds årsting våren 2008.